# 中尊寺
中尊寺（ちゅうそんじ）は、岩手県西磐井郡平泉町にある天台宗東北大本山の寺院。奥州三十三観音番外札所。山号は関山（かんざん）、本尊は釈迦如来 。寺伝では円仁の開山とされる。実質的な開基は藤原清衡。
奥州藤原氏三代ゆかりの寺として著名であり、平安時代の美術、工芸、建築の粋を集めた金色堂をはじめ、多くの文化財を有する。
境内は「中尊寺境内」として国の特別史跡に指定されている。2011年（平成23年）6月26日、「平泉―仏国土（浄土）を表す建築・庭園及び考古学的遺跡群―」の構成資産の一つとして世界遺産に登録された。
平泉毛越寺、松島瑞巌寺、山形立石寺と共に「四寺廻廊」という巡礼コースを構成している。

## 歴史
寺伝によると、嘉祥3年（850年）、円仁（慈覚大師）が関山弘台寿院を開創したのが始まりとされ、その後貞観元年（859年）に清和天皇から「中尊寺」の額を賜ったという。しかし、円仁開山のことは、確かな史料や発掘調査の結果からは裏付けられず、実質的には12世紀初頭、奥州藤原氏の初代・藤原清衡が釈迦如来と多宝如来を安置する「多宝寺」を建立したのが、中尊寺の創建と見られる。

### 藤原清衡と中尊寺
奥州藤原氏の初代、藤原清衡は前九年の役のさなかの天喜4年（1056年）に生まれた。清衡の家系は藤原秀郷の流れを汲むという。清衡が7歳の時、彼の父藤原経清は、安倍氏に味方したかどで斬殺された。清衡の母は安倍氏の出であったが、夫経清が殺害された後、安倍氏とは敵対関係にあった清原家の清原武貞と再婚。清衡は清原武貞の養子として「清原清衡」を名乗ることになる。つまり、清衡は前九年の役で滅亡した安倍氏の血を引くとともに、後三年の役で滅びた清原家の養子でもあった。清衡の兄弟には兄・真衡（清原武貞と先妻の子）と、弟・家衡（清衡の母と清原武貞の間に生まれた子）がいた。真衡は弟の清衡・家衡とは対立していた。真衡の死後、彼が支配していた奥州の奥六郡は、清衡と異父弟・家衡に3郡ずつ与えられたが、これが元となって今度は清衡と家衡の間に争いが生じた。清衡は源義家の助力を得て戦いに勝利し、清原氏は滅亡した。この一連の内紛を「後三年の役」と称する。この合戦のさなか、清衡は館に火を放たれ、妻と子を失っている。その後、清衡は現在の岩手県にほぼ相当する奥州奥六郡を支配下に収め、父の姓である「藤原」を名乗って「藤原清衡」と称するようになる。清衡は寛治3年（1089年）には陸奥押領使に任命され、嘉保4年（1094年）頃には居館を江刺郡豊田館 とよたのたち、奥州市）から、中尊寺のある平泉に移している。このように、藤原清衡の前半生は兄弟・親族が相争うもので、多くの近親者の死を目の当たりにしてきた。壮年以降の清衡が平泉の地に、都の大寺院にも劣らぬ仏堂を造立したのは、その莫大な経済力の背景があったこととともに、戦いに明け暮れた前半生を省み、戦没者の追善とともに、造寺造仏、写経の功徳により、自己の極楽往生を願ってのことであったと推測されている。

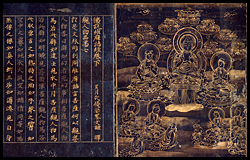
「紺紙金字一切経（中尊寺経）」のうち（1117年-1126年）

清衡が平泉にて中尊寺の中興（事実上の創建）に着手したのは長治2年（1105年）、50歳の時であった。この時建てられた堂宇は「最初院」または「多宝寺」と称され、『法華経』「見宝塔品」に登場する多宝如来と釈迦如来を本尊とするものであったが、その建築形式等の詳細は不明である。
現存する金色堂の上棟は、棟木銘から天治元年（1124年）と判明する。この堂は清衡が自身の廟堂として建立したもので、内部の須弥壇内には清衡と子の基衡、孫の秀衡の3代の遺体（ミイラ）が安置されている。
平泉では、奥州藤原氏4代（清衡、基衡、秀衡、泰衡）約100年にわたって王朝風の華やかな文化が栄え、毛越寺（もうつうじ、基衡建立）、観自在王院（基衡夫人建立）、無量光院（秀衡建立） などの寺院が建立されたが、当時の面影をとどめるのは中尊寺金色堂、毛越寺庭園と、紺紙金銀字経などのわずかな遺品のみである。

### 落慶供養願文
中尊寺に関わる重要史料の1つに「中尊寺落慶供養願文」と称されるものがある。これは藤原清衡が天治3年（1126年）3月24日付けで、鎮護国家のために大伽藍一区を建立供養する趣旨と、その伽藍の概要とを記したものである。なお、願文の原本は伝わらず、現存するものは、延元元年（1336年）頃の北畠顕家筆と、嘉暦4年（1329年）の藤原輔方筆の写本である。かつての通説では、この願文が中尊寺一山の落慶供養を表すものと解釈されていた。しかし、この願文の本文中には「中尊寺」という寺号が使われていないこと、願文中に列挙されている「三間四面檜皮葺堂」などの建物跡が現在の中尊寺境内に見当たらないこと、願文中に出てくる建物、橋、池などはむしろ同じ平泉にある毛越寺の旧伽藍とよく一致することなどから、この願文は毛越寺の建立供養に関わるものとする説が立教大学の中川成夫によって提唱され、複数の研究者によって支持されている。また、この文書は天治3年3月24日付けであるが、天治3年は1月22日に改元して大治となっていることから、この願文は改元以前に作られた案文であると推定されている。

### 寺号
「中尊寺」の寺号については、天治3年（1126年）の経蔵文書が初出ともいうが、この文書自体に疑義がもたれている。そのため、確実な資料としては、歌人・西行が康治年間 （1142年 - 1144年）、この地を訪れて詠んだ歌の詞書（『異本山家集』所収）に「中尊と申所」云々とあるのが初出だとされている。
「中尊」は「奥州の中心に位置する」の意と解釈されている。中尊寺貫主を務めた多田厚隆は、「中尊」とは『法華経』「序品」にある「人中尊」に由来するとした。しかし、「人中の尊」という意味の語から「人」字を省いたのでは意味をなさないとして、これに反対する見解もある。

### 中世以降
文治5年（1189年）、奥州藤原氏は滅亡するが、中尊寺は「鳥羽法皇御願」の寺とされ、源頼朝の庇護を得て存続した。『吾妻鏡』に、当時の中尊寺から頼朝に提出された「寺塔已下注文」（じとういげのちゅうもん）という文書が引用されている。これは、時の権力者に提出する文書として、当時残っていた堂宇を書き出し報告したもので、当時の伽藍の実態にかかわる史料として信頼のおけるものとされている。これによれば、当時の中尊寺には金色堂のほかに、釈迦如来・多宝如来を安置した「多宝寺」、釈迦如来百体を安置した「釈迦堂」、両界曼荼羅の諸仏の木像を安置した「両界堂」、高さ三丈の阿弥陀仏と丈六の九体阿弥陀仏を安置した「二階大堂」（大長寿院）などがあったという。承元4年（1210年）5月、頼朝が藤原基衡の時の通り伽藍等を興隆するよう沙汰を残していたにもかかわらず荒廃していると、中尊寺の僧侶から幕府に申し出があり、大江広元が奉行となり元のように年貢を送るよう、寺領の地頭に命令を下した。中尊寺には、建武4年 （1337年） に大きな火災があり、金色堂を除く堂宇がほぼ全焼してしまった。
江戸時代には仙台藩領内となり、伊達氏の庇護を受けて堂宇の補修・建立が行われた。承応3年（1654年）からは仙台・仙岳院が別当寺となった。寛文5年（1665年）には江戸・寛永寺の末寺となった。しかし、元禄2年（1689年）に『奥の細道』の旅をしていた松尾芭蕉が、中尊寺の荒廃ぶりを見て嘆いたのはよく知られる。
1909年（明治42年）に本堂が再建。1950年（昭和25年）に金色堂須弥壇に800年もの間、安置されていた藤原四代の遺体に対する学術調査が実施された。この結果、中央壇に清衡、右壇（向かって左）に2代基衡、左壇（向かって右）に3代秀衡の遺体が安置され、右壇にはさらに4代泰衡の首級が納置されていることが判明した。1958年（昭和33年）には天台宗東北大本山の称号を許され天台宗総本山延暦寺より不滅の法灯を分火護持される。1962年（昭和37年）より金色堂の解体修理が行われ、6年後の1968年（昭和43年）に創建当時の輝きを戻すことになる。
現在は、泰衡の首級桶から発見された種子から発芽し、1998年（平成10年）に開花した蓮の花が「中尊寺ハス」として境内に植えられている（花弁が現在のものより少し細く、薄いのが特徴）。

## 伽藍
陸羽街道（国道4号） から月見坂と呼ばれる参道を登った丘陵上に諸堂が点在する。山内には中尊寺本坊のほか、17か院の子院がある（大徳院、地蔵院、瑠璃光院、願成就院、金剛院、積善院、薬樹王院、真珠院、法泉院、大長寿院、金色院、釈尊院、観音院、常住院、利生院、円教院、円乗院）。

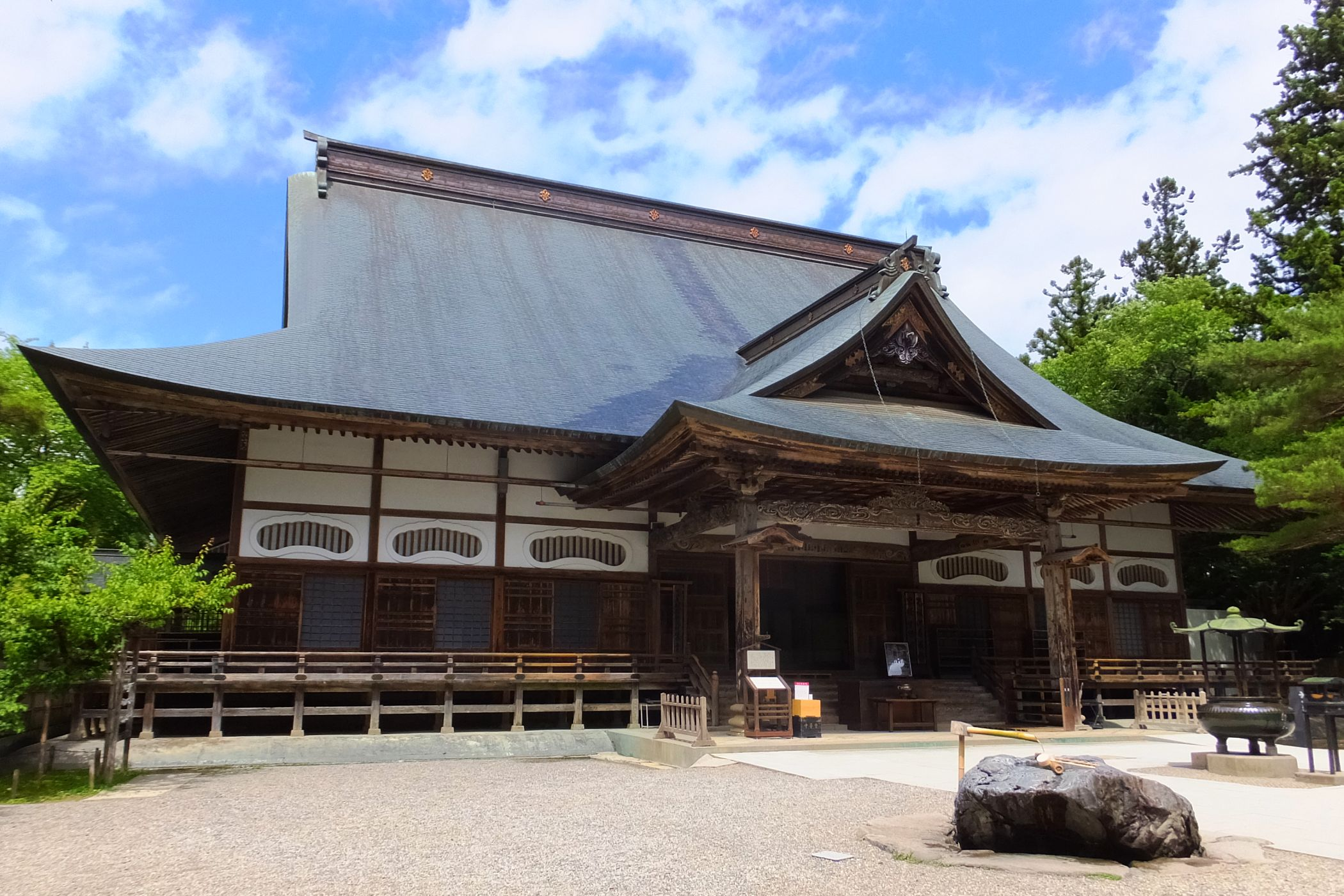
本堂
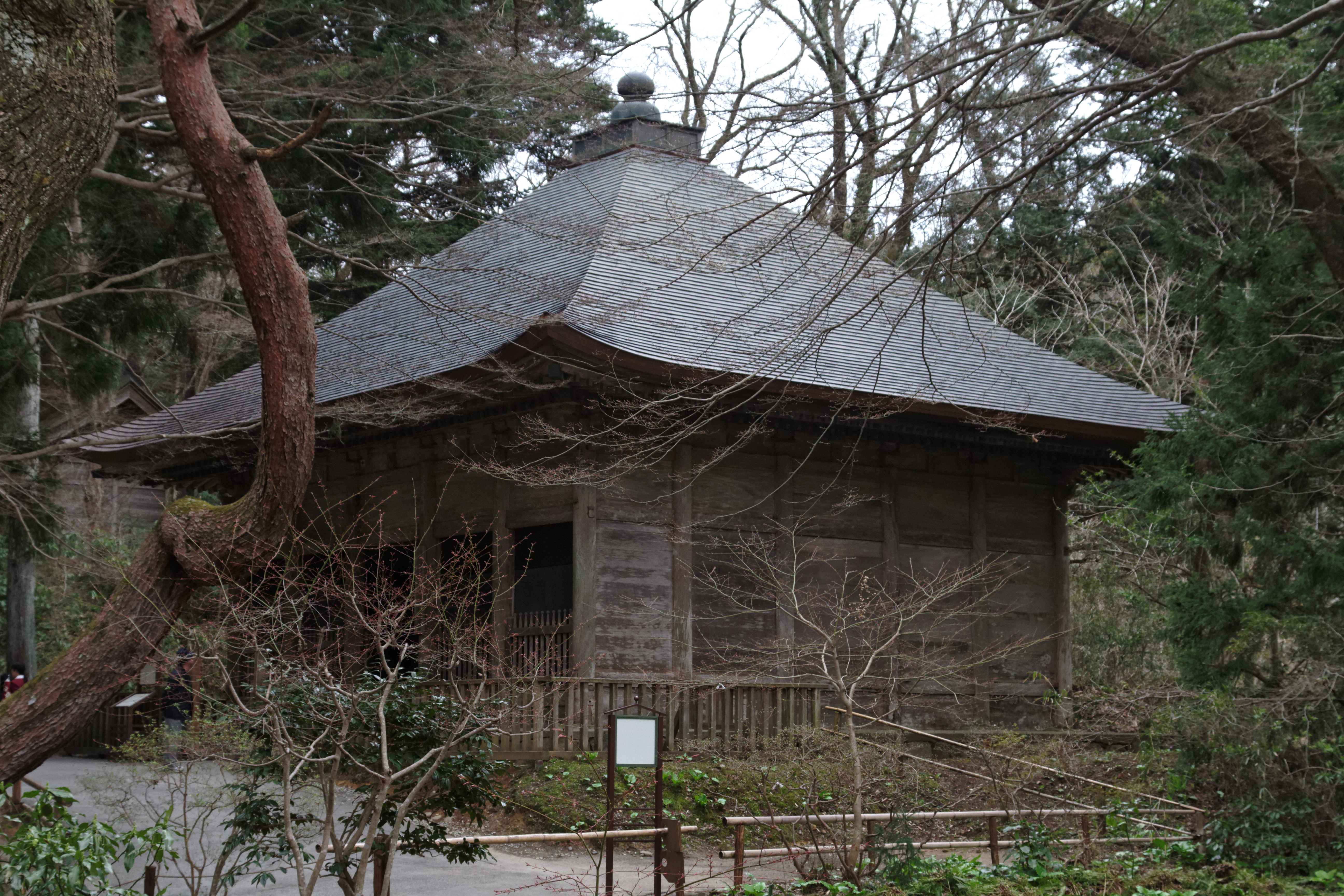
金色堂旧覆堂
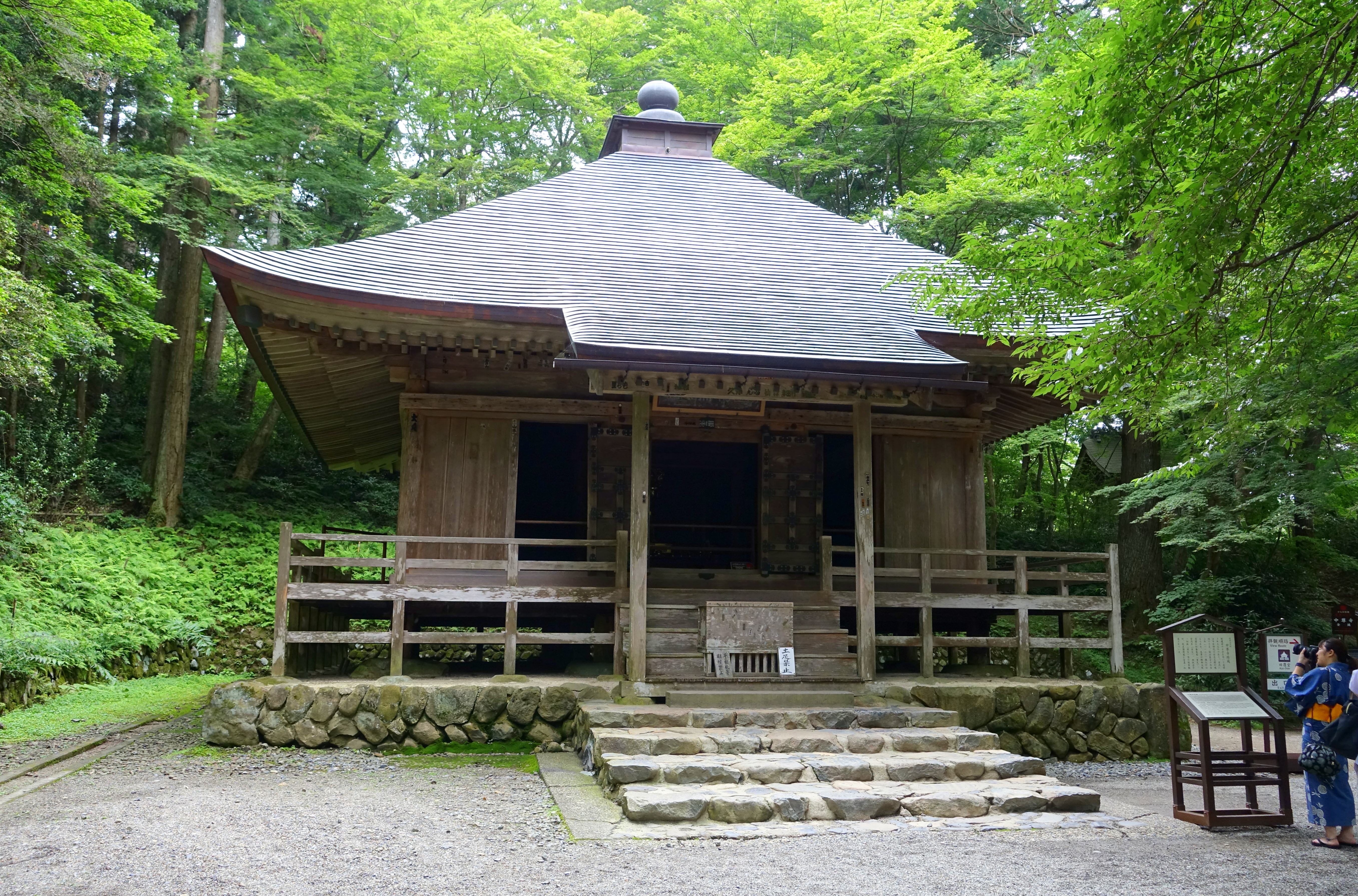
経蔵
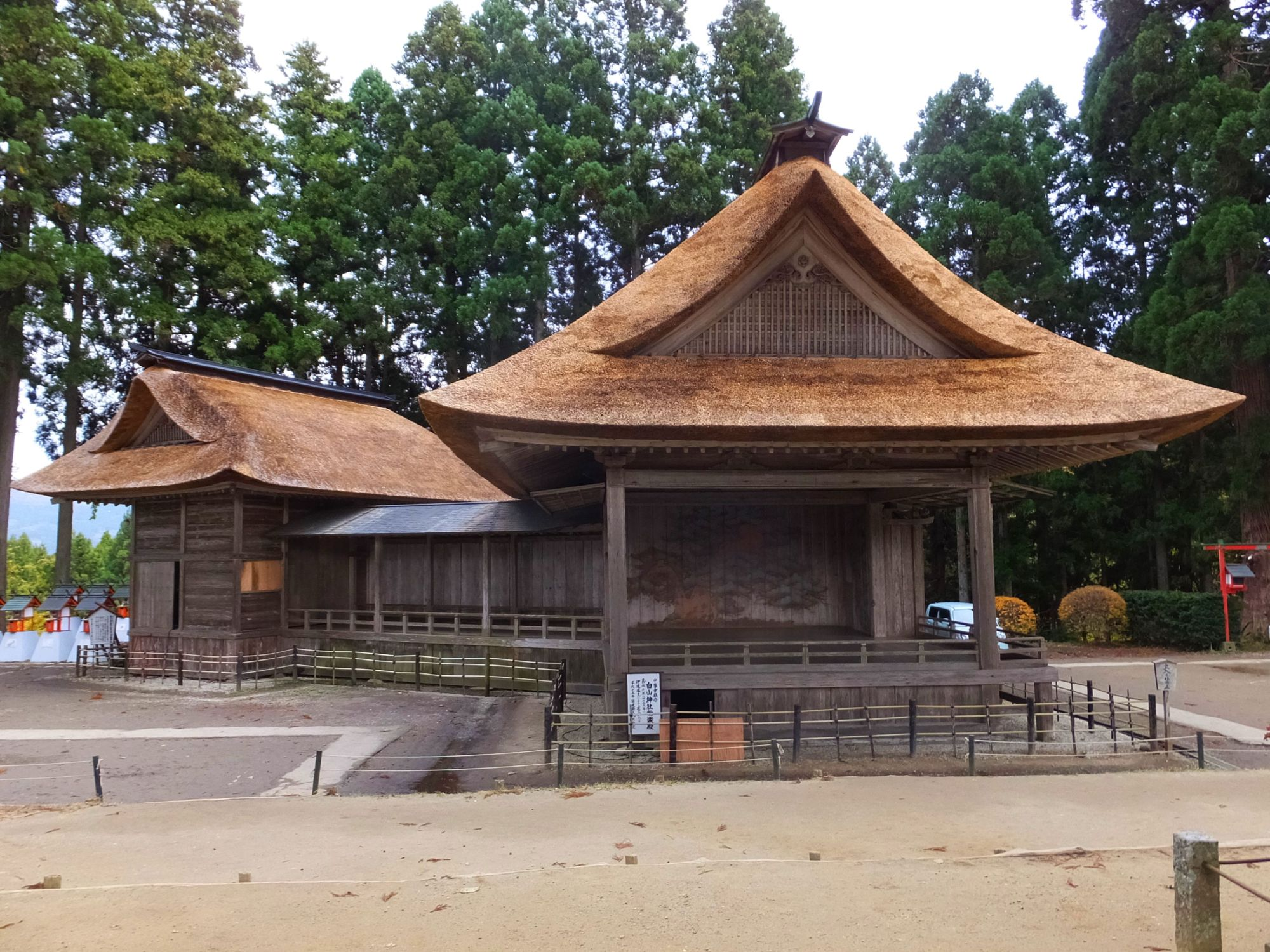
白山神社能舞台
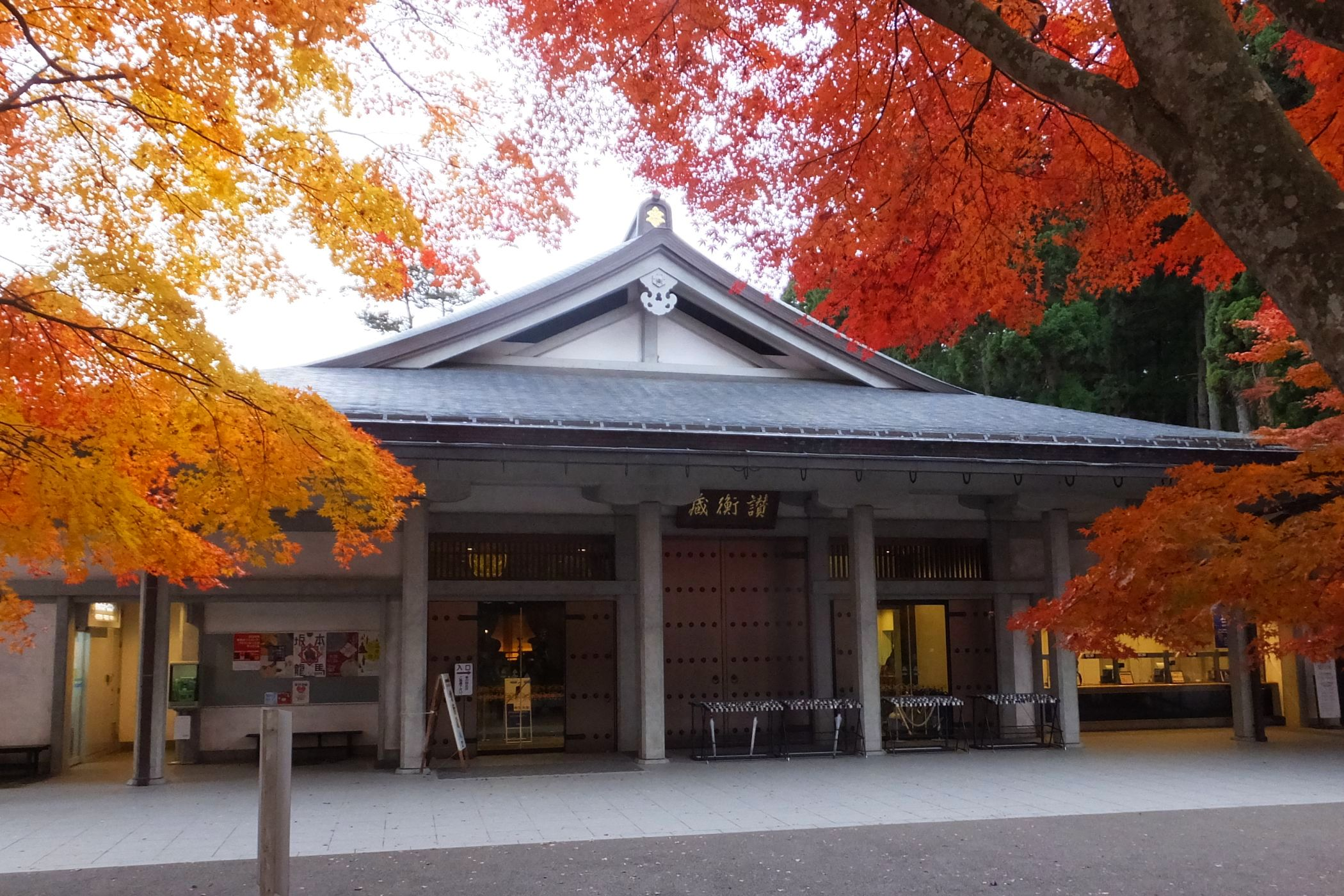
讃衡蔵

参道である月見坂を登った右手の中尊寺本坊内にある、中尊寺の本堂である。1909年 （明治42年）の建築。2013年3月24日、新本尊の丈六釈迦如来坐像の開眼法要が行われた。
- 金色堂（国宝）

藤原清衡が建立した阿弥陀堂で、天治元年（1124年）の上棟。建物の内外を総金箔張りとすることからこの名がある。現在は鉄筋コンクリート造の覆堂内にある。
- 金色堂旧覆堂（重文）

1962年、金色堂の解体修理工事が始まるまでの約500年間、金色堂を風雨から守ってきた堂で、1964年に100メートルほど北西の現在地に移築された。建築年代は室町時代中頃と推定される。
- 経蔵（重文）

金色堂の近くにある。国宝の一切経を納めていた建物で、一部平安時代の古材が使用されているが、建築年代は鎌倉末期と推定されている。内部にはかつて国宝の螺鈿八角須弥壇が置かれ、壇上には獅子に乗った文殊菩薩像と従者4体からなる文殊五尊像（重文）を安置していた（現在は須弥壇、文殊五尊像ともに讃衡蔵へ移動）。
- 白山神社能舞台（重文）

境内北方に位置する、中尊寺の鎮守・白山神社内に建つ。嘉永6年（1853年）に仙台藩によって再建されたもの。近世の能舞台遺構としては東日本唯一のものとされ、日本の芸能史上貴重な遺構として、2003年に重要文化財に指定されている。
- 讃衡蔵（さんこうぞう）

中尊寺ほか山内寺院の文化財を収蔵・展示する施設。1955年に開館したが、現在の建物は開山1150年の2000年に新築されたもの。もと本坊本尊の木造阿弥陀如来坐像（重文、中尊寺蔵）、峰の薬師堂にあった木造薬師如来坐像（重文、願成就院蔵）、閼伽堂にあった木造薬師如来坐像（重文、金色院蔵）の3体の巨像をはじめ、多くの文化財を収蔵展示する。
- 本堂
- 金色堂旧覆堂
- 経蔵
- 白山神社能舞台
- 讃衡蔵

## 文化財

### 国宝
（金色院所有）

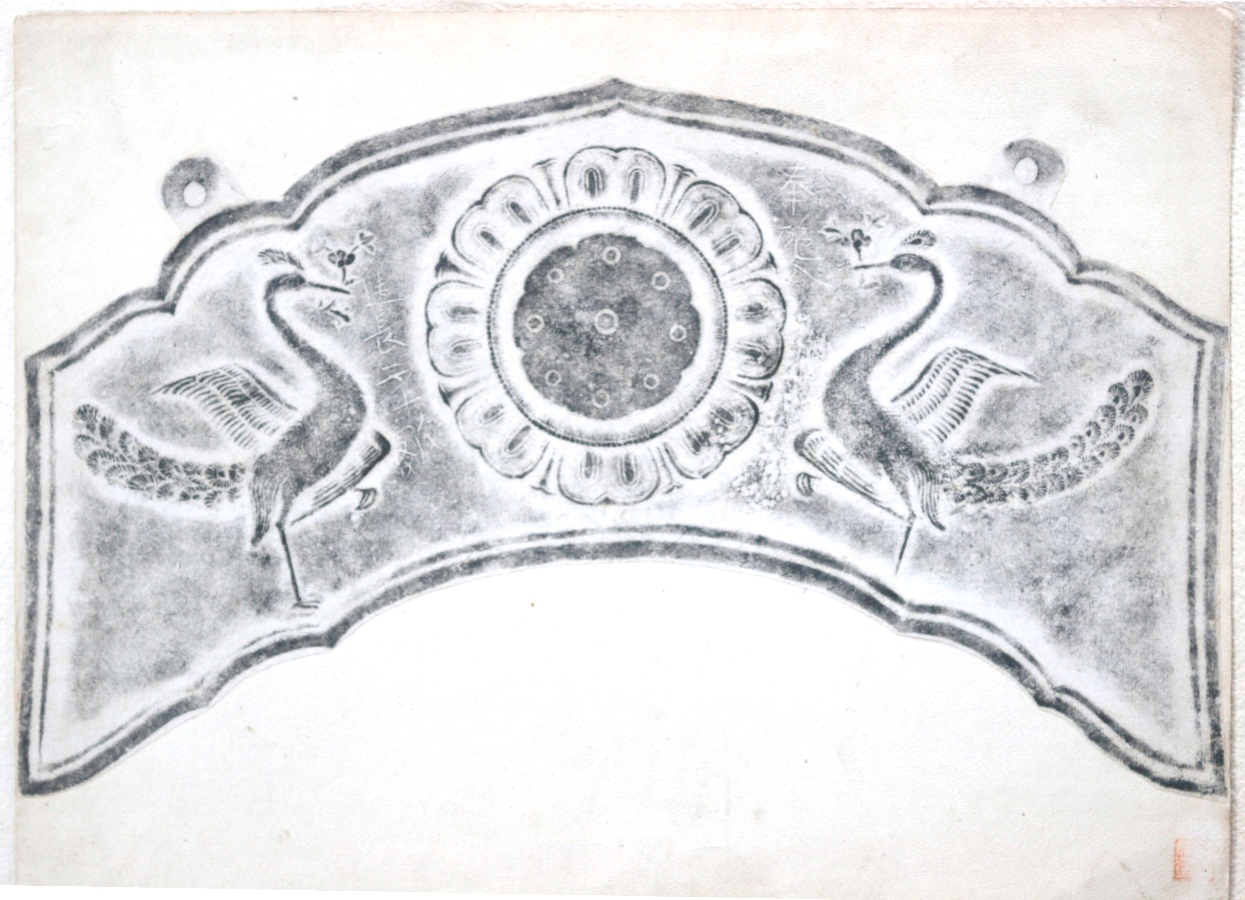
地蔵院蔵の孔雀文磬 建長7年銘 拓本

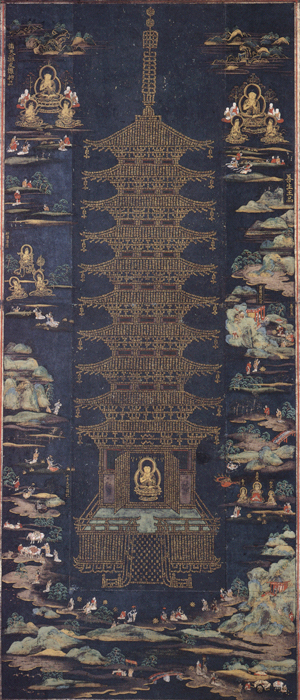
紺紙著色金光明最勝王経金字宝塔曼荼羅図（10幀のうち）

- 中尊寺金色堂（附：棟札4枚、納札1枚、旧組高欄6組、古材6点、旧飾金具2点）

（解説は別項「中尊寺金色堂」参照）
- 金色堂堂内諸像及び天蓋 31躯、3面（附：木造阿弥陀如来坐像（右壇安置）、木造光背台座等残片一括）[15]
- 金色堂堂内具（木造礼盤 1基、螺鈿平塵案 3基、磬架 1基（附 孔雀文磬 1面）、金銅幡頭 3枚、金銅華鬘 （迦陵頻伽文） 6枚）

（大長寿院所有）
- 紺紙金字一切経2,739巻（附 漆塗箱275合）

「中尊寺経」と通称される一切経には、初代清衡の発願になる「紺紙金銀交写経」（1行おきに金字と銀字で書写した経） と秀衡発願（寺伝では基衡発願）の「紺紙金字経」がある。前者は近世初頭にその大部分が寺外に流出し、中尊寺に残る金銀字経は15巻のみである。中尊寺旧蔵の金銀字経は、高野山金剛峯寺に4,296巻が所蔵され国宝に指定されているほか、大阪・観心寺、同・瀧安寺等にも分蔵されている。中尊寺所蔵の2,739巻のうち2,724巻は金字経である。各巻の見返し（巻頭部分）に金泥で描かれた絵は、平安時代の絵画資料としても貴重なものである。
- 螺鈿八角須弥壇
- 紺紙著色金光明最勝王経金字宝塔曼荼羅図 10幀（とう）[16]
- 中尊寺経蔵堂内具（木造礼盤 1基、螺鈿平塵案 1基、磬架 1基（附 孔雀文磬 1面）、螺鈿平塵燈台 1基）

（地蔵院所有）
- 孔雀文磬

（用語説明）
- 礼盤（らいばん） - 導師の坐る台座。
- 平塵（へいじん） - 漆工技法の一種。漆塗りの面にヤスリで卸した荒めの金粉をまばらに蒔き付け、装飾としたもの。平安時代以前に多く用いられた。
- 案（あん） - 「つくえ」とも読む。仏事に使用する仏具などを置く台。
- 磬（けい） - 「へ」の字形の金属板で、導師の脇に吊るし、叩いて音を出す。「磬架」はこれを吊るすためのもの。

### 重要文化財
（中尊寺他17箇院所有）
- 木造一字金輪坐像（附：木造天蓋）

「一字金輪仏頂尊」とも言い、密教の修法の1つである「一字金輪法」の本尊として絵画に表されることは比較的多いが、彫像としては稀有な例である。図像的には金剛界大日如来像と似るが、日輪を表す円形の光背を負う点と、頭上に「五智宝冠」という五智如来の姿を刻んだ大ぶりの冠を戴く点が特色である。白く塗られた面相および肢体が肉感的なことから「人肌の大日」「生身の大日」の別称がある。正面から見ると普通の丸彫り像のように見えるが、背面を全く造らない、特異な構造の像である。平安時代後期の作。秘仏で、通常は公開されない。近年では2000年（開山1150年記念）、2012年（世界遺産登録記念、震災慰霊・復興祈願）に開帳された。2016年6月25日〜11月6日には世界遺産登録5周年を記念して開帳。
（中尊寺所有）
- 延年（古実式三番）所用面[注 2]
  - 翁 2面
  - 若女 1面 奉施入白山権現御宝□（前）、正応四年三月の銘がある（正応4年は1291年）
  - 老女 1面
- 木造阿弥陀如来坐像（讃衡蔵所在）

（金色院所有）
- 金色堂覆堂
- 木造薬師如来坐像（讃衡蔵所在）
- 金銀装舎利壇
- 金色堂須弥壇内納置棺及副葬品 一括（明細は「中尊寺金色堂」の項を参照）

（大長寿院所有）
- 中尊寺経蔵
- 木造騎獅文殊菩薩及脇侍像5躯 （讃衡蔵所在、もと経蔵安置）
- 中尊寺建立供養願文 北畠顕家筆（附 同願文 嘉暦四年八月廿五日藤原輔方の奥書あり）

（金色院・大長寿院共有）
- 中尊寺文書68通・陸奥国骨寺村絵図（ほんでらむらえず）2幅（附：宝永三年修理関係文書5通）

（観音院所有）
- 木造千手観音立像（讃衡蔵所在）

（瑠璃光院所有）
- 木造大日如来坐像

（金剛院所有）
- 木造大日如来坐像（讃衡蔵所在）

（願成就院所有）
- 願成就院宝塔（石造）（峰薬師堂前所在）
- 木造薬師如来坐像（讃衡蔵所在）

（円乗院所有）
- 金銅釈迦如来像御正躰

（地蔵院所有）
- 金銅千手観音像御正躰
- 椿彫木彩漆笈（つばき ちょうぼくさいしつ おい）
- 蓮華唐草文蒔絵大壇

（釈尊院所有）
- 釈尊院五輪塔（石造）（非公開）

（白山神社所有）
- 白山神社能舞台[18]

典拠：2000年（平成12年）までに指定の国宝・重要文化財の名称は、『国宝・重要文化財大全 別巻』（所有者別総合目録・名称総索引・統計資料）（毎日新聞社、2000）による。

### 特別史跡
- 中尊寺境内

以下の7か所が「特別史跡中尊寺境内」の飛地指定区域となっている。
- （飛地指定区域）
  - 伝 鈴木三郎重家松跡
  - 伝 亀井六郎重清松跡
  - 伝 増尾十郎兼房松跡
  - 伝 閼伽堂跡
  - 伝 熊野堂跡
  - 伝 弁慶墓
  - 瓦窯跡

### 岩手県指定文化財（建造物）
- 中尊寺本坊表門
- 法泉院小前沢坊庫裡

### 平泉町指定文化財（建造物）
- 伝弁慶の墓（五輪塔）

## 拝観について
- 3月1日～11月3日 8:30～17:00 11月4日～2月末日 8:30～16:30
- 拝観料 金色堂・讃衡蔵共通で1000円

## アクセス
平泉駅から中尊寺に続く1.4kmが中尊寺通りとして整備されている。
- 岩手県交通バス利用。
  - 一関駅より「国道南線」
  - 平泉駅より平泉町巡回バス「るんるん」
    - 以上の路線に乗車し、｢中尊寺｣バス停下車。
- 岩手県北バス利用。
  - 仙台空港より｢ガイド付き路線バス｣[21]に乗車し、｢平泉レストハウス前｣下車。
- 平泉駅より徒歩25分。
- 平泉前沢ICより車で15分。